# Santo Gangemi
Santo Rocco Gangemi (nascido em 16 de agosto de 1961) é um prelado italiano da Igreja Católica que passou sua carreira no serviço diplomático da Santa Sé.

## Biografia
Gangemi nasceu em Messina em 15 de agosto de 1961. Foi ordenado sacerdote em 28 de junho de 1986 pelo arcebispo Ignazio Cannavò, de Nessina.
Em 27 de janeiro de 2012, o Papa Bento XVI o nomeou arcebispo titular de Umbriatico e Núncio Apostólico nas Ilhas Salomão. O cardeal Angelo Sodano o consagrou bispo em 17 de março. 
Em 24 de março de 2012, também foi nomeado Núncio Apostólico em Papua-Nova Guiné. Ele foi substituído nesses cargos em 16 de abril de 2013.
Em 6 de novembro de 2013, o Papa Francisco o nomeou Núncio Apostólico na Guiné. Em 5 de fevereiro de 2014, também foi nomeado Núncio Apostólico no Mali.
Ele foi nomeado núncio apostólico em El Salvador em 25 de maio de 2018.
Em 12 de setembro de 2022, o Papa Francisco nomeou Núncio Apostólico na Servia.